# فورد موستانغ
فورد موستانغ هي سيارة رياضية أمريكية صنعتها شركة فورد للسيارات، صُممت في البداية على غرار الجيل الثاني من فورد فالكون، وأول تصنيع لها كان في عام 1964م، أهم السيارات المنافسة لها هي: شيفروليه كمارو ودودج شالنجر.

## شيلبي كوبرا جي تي500
تعاونت شركة فورد موتور كومباني مع شيلبي لإنتاج شيلبي كوبرا جي تي 500 كموديل لعام 2007. كانت السيارة مزودة بمحرك يتكون من 8 أسطوانات وسعة مقدارها 5.4 ليتر. تبلغ القوة الحصانية المقدرة لهذا المحرك حوالي 500 حصانا (354 كيلو واط) وعزم مقداره 644 نيوتن/متر.

## تاريخ موستانغ كوبرا
منذ بداية ظهورها عام 1993م و موستانغ كوبرا تسابق نفسها، عاما بعد آخر، حيث تنجح السيارة الرياضية الشهيرة في إزاحة ما تحقق لترفع من مستوى أدائها مقارنة مع السابق. ومع موستانغ كوبرا SVT تضع فورد المعيار الجديد لمثلها من السيارات لتقول أن لعبتها المفضلة هي قوة الأداء.
عشر سنوات على اسم موستانغ كوبرا وهي تضيف جديداَ لفئتها الرياضية في كل عام بطرازيها الكوبيه والكشف، السيارة من إنتاج فريق السيارات الخاصة لدى فورد وهي مع موديل العام 2003م ترفع مستوى القوة إلى مستوى أعلى لم يسبق أن تحقق في سيارة موستانغ.
تحسينات العام الجديد تشمل تعديلات على التصميم الخارجي وبالخصوص في الواجهتين الأمامية والخلفية وغطاء المقدمة والعتبات الجانبية والتجاويف الجانبية وهناك أيضا عدة تعديلات على التجهيزات الداخلية منها مقاعد أمامية يمكن تعديلها بعدة اتجاهات ومزينة بالجلد الطبيعي طراز نيودو و بريفيرد وعن السيارة الجديدة يقول جون كوليتي كبير مهندسي فريق السيارات الخاصة لدى فورد: نحن ملتزمون بالمنتج بالدرجة الأولى الذي يتطلع إليه زبائننا وهو قوة الأداء المعززة «لقد قمنا بإنتاج سيارات موستنغ ناجحة جدا وخاصة موستانغ كوبرا SVT ولكن فكرتنا تقوم على التحسين المستمر للمنتج وقد أتاح لنا المحرك سوبر تشارج أن نحقق ما نسعى إليه وما يتطلع إليه عملاؤنا من تقديم سيارة جديدة ولكنها تضم في مجملها كل شيء أكثر من السابق».

### التصميم الخارجي
أرادت فورد لسيارتها الجديدة أن تتميز بالتصميم الأنيق مقارنة بموستانغ GT العادية. لذلك نلاحظ التعديلات المنفذة على التصميم الخارجي لموستانغ كوبرا SVT فمثلا الواجهة الأمامية تبدو أكثر هجومية وعنفوانا من حيث الشكل كما أن هندسة تصميمها تساعد على زيادة أنسياب الهواء إلى منطقة المحرك. كذلك نلاحظ أن غطاء المقدمة أعيد تصميمه من جديد حيث أصبح به تجاويف لمرور الهواء وذلك لتساعد على زيادة التهوية وخروج الهواء الساخن من منطقة المحرك.
بالنسبة لغطاء المقدمة وغطاء التخزين الخلفي كلاهما مصنوع من مواد تركيبية خفيفة الوزن وعلى الجانبين ترى أن الحواف السفلية عند عتبات الأبواب لها شكل جديد وبسيط بأسطح عمودية نظيفة بينما التجاويف الجانبية لها ريشات أفقية جديدة تماثل تلك الموجودة في تجاويف غطاء المقدمة. وفي المؤخرة تلاحظ أن غطاء التخزين الخلفي يمتاز بوجود جناح مدمج فيه تتوسطه مصابيح اضاءة LED عالية.
التفاصيل الأخرى تشمل مرايا جانبية قابلة للطي وهي بلون الهيكل الخارجي الذي يتوفر بخيارات عديدة للألوان، وتهتم موستنغ كوبرا الجديدة بالتفاصيل الدقيقة في هندسة تصميم هيكلها ومثال ذلك أن مساحات الزجاج الأمامي تمتاز بوجود خاصية استشعار المطر- وديناميكية تساعد على إبقاء المساحات ملتصقة بالزجاج حتى سرعات عالية تصل إلى 130 ميل بالساعة، الطراز المكشوف له سقف قماشي عالي الجودة يمتاز بقدرة أكبر على التحمل وعزل للأصوات الخارجية.
وتبدو هذه السيارة أكثر تميزا ولها هوية شخصية فهي قمة مجموعة موديلات «كوبرا» وهي أيضاً سفينة القيادة لسيارات الأداء القوي من فورد، ولذلك تم التركيز على جعلها سيارة متميزة من ناحية المظهر الخارجي ومن ناحية اللمسات الداخلية التي تتميز بها عن غيرها.

### الداخل والتجهيزات
من الداخل تقدم شركة كوبرا مقصورة أنيقة ذات ملامح رياضية طاغية مع طبلون به مجموعة عدادات قياس لها أوجه بلون «التيتانيوم» وأعيد تصميم العدادات بحيث أضيف إليها مقياس التعزيز وميزة الإضاءة الإلكترونية المتوهجة. مقبض رأس عصا الجير مغلف بالجلد مع شريحة ألمنيوم مثبتة على القمة منقوش عليها اتجاهات السرعات الست بينما الدواسات مزينة بمعدن جديد لتكمل الشكل الداخلي المبتكر، كذلك يمتاز داخل السيارة بعجلة قيادة مغلفة بالجلد ونطاق جلدي يحيط بأسفل عصا الجير ومقبض فرامل اليد، ومن جهتها تتوفر المقاعد الأمامية بتصميم ملتوي الشكل بحيث تعطي دعما أفضل للجسم في حالتي القيادة القوية أو السير بسرعات ثابتة سطوح المقاعد مغطاة بجلد نيودو وجلد بريفيرد. مقعد السائق يمكن ضبطه وتعديله بستة اتجاهات مختلفة مع إمكانية تعديل وضع الحشوات الداعمة للفخذين والجانبين مع دعم كهربائي لمنطقة أسفل الظهر، التجهيزات الداخلية تشمل عجلة قيادة قابلة للطي ونوافذ ومرايا وأقفال أبواب وفتح غطاء الشنطة وجميعها كهربائية، ونظام قفل الحماية من السرقة ونظام التحكم الإلكتروني لفتح الأبواب، ونظام تثبيت السرعة ونظام التحكم الصوتي استريو طراز ماك460 مع جهازCD بست أسطوانات في الطبلون، والسيارة تم تزويدها بالجيل الثاني من الوسائد الهوائية الواقية للسائق والراكب بجانبه إضافة لأحزمة المقاعد بثلاث نقاط تثبيت في جميع وضعيات الجلوس، وأحزمة مقاعد السلامة من فوردطراز بيلتمايندر تستخدم نظام تذكير وتنبيه يستشعر ويلاحظ ما إذا كان السائق لا يربط حزام الأمان إضافة لوجود ضوء تنبيه أحمر يضيء في الطبلون، ومن تجهيزات السلامة أيضا مقبض لفتح الحقيبة الخلفية من الداخل في الحالات الطارئة.

## المواصفات الفنية
تعمل السيارة بمحرك V8 بسعة 4.6 ليتر مزود بشاحن فائق السرعة سوبر تشارجر طراز أيتون مع رؤوس اسطوانات ألمنيوم جديدة توفر قدرات تدفق زائدة حيث يولد المحرك الجديد قوة 390 حصاناً عند 6000 د/ د وبعزم أقصى للدوران يبلغ 390 رطل/قدم عند 3500 د/ د بالمقارنة مع 320 حصانا و 317 رطل/ قدم في السابق.
ولزيادة درجة صلابة المحرك بدرجة تتوافق مع زيادة العزم يتمتع محرك «كوبرا» بكتلة مصنوعة من الحديد الصلب تضم بداخلها عمود الإدارة الفولاذي المركب مع قضبان توصيل عارضة H من صنع «مانيلي» وكباسات حديد مطاوع مشابهة لتلك الموجودة في السيارة لايتنينج SVT/F-150 مع حواف ألمنيوم مشابهة للموجودة بطراز «موستانغ كوبرا SVT-R» موديل 2000. يرتبط المحرك بناقل الحركة اليدوي بست سرعات طراز TTC-T56 وهناك نظام تعليق خلفي مستقل ومحسن بحوامل مطورة وعارضة صلبة أنبوبية إضافية لغرض مواجهة الحمل الزائد الناجم عن زيادة مردود القوة وزيادة حجم الإطارات. النوابض اللولبية بدورها رُفِع درجتها بالمقارنة مع موديل 2001 من 500 رطل/ بوصة إلى 600 رطل/ بوصة في الأمام ومن 470 رطل/ بوصة إلى 600 رطل/ بوصة في النوابض اللولبية الخلفية، وخلافا للأسلوب السابق تحصل «كوبرا» كشف على وزن خاص بها لنظام التعليق بما يتوافق مع هيكلها المكشوف، كذلك فإن العجلات الأربع مجهزة بواقيات ومخمدات مساعدات غاز طرازبيلستين بينما قماش الفرامل الخلفية جرى تحسينه لزيادة قوة الكبح والقدرة على التحمل.

## اقرأ أيضا
- فورد غرانادا

## وصلة خارجية
- Official site